# Maurice Ronet

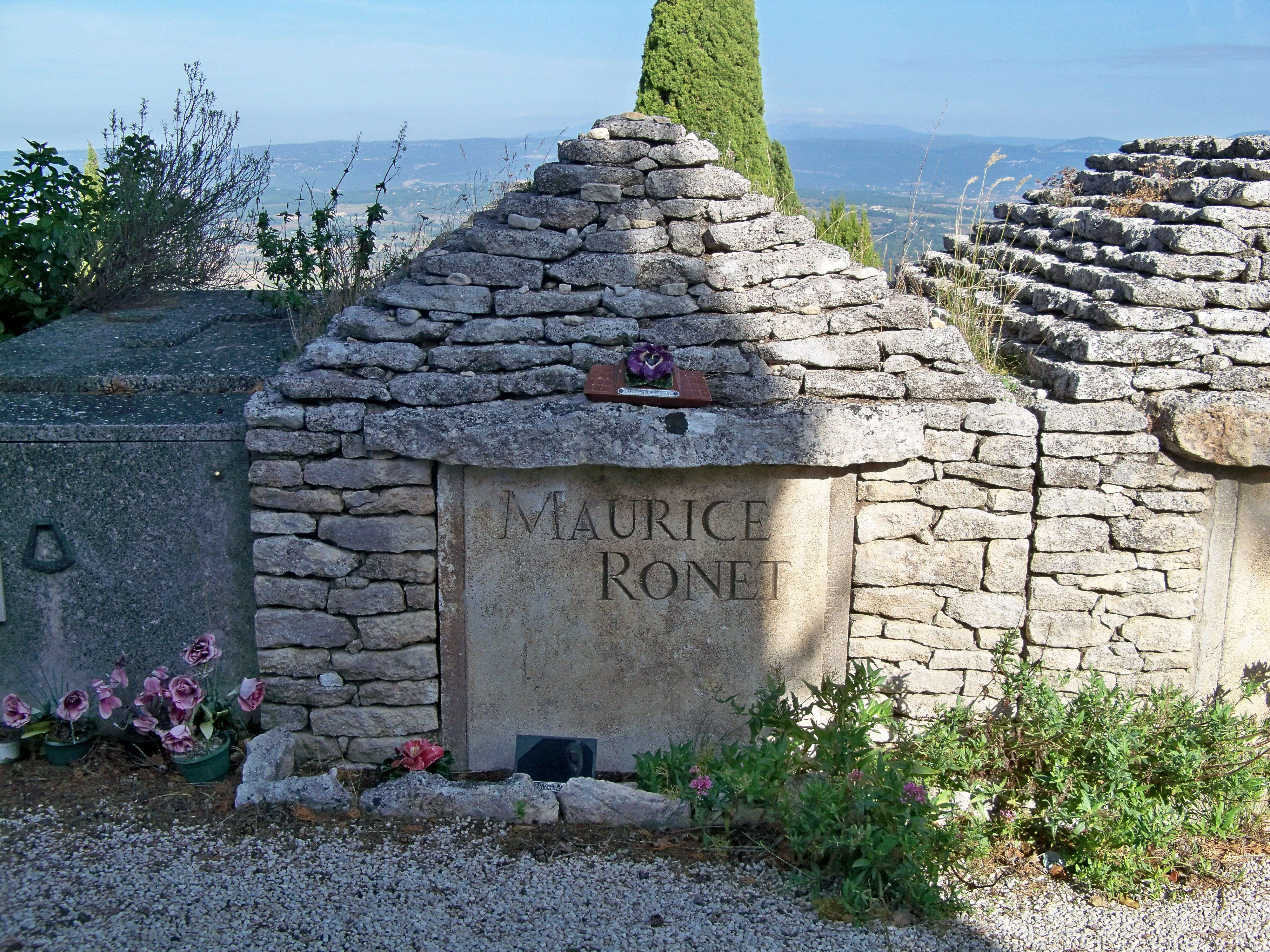
Graf van Maurice Ronet

Maurice Ronet, eigenlijke naam Maurice Julien Marie Robinet, (Nice, 13 april 1927 - Parijs, 14 maart 1983) was een Frans acteur en regisseur. Hij was te zien in 96 films.

## Leven en werk

### Afkomst en opleiding
Ronet was de enige zoon van twee acteurs. Hij snoof de geur van het acteursbestaan op tijdens de theatertournees die zijn ouders ondernamen. Op zestienjarige leeftijd schreef hij zich in aan de École nationale supérieure des arts et techniques du théâtre (ENSATT) in Lyon. Aan het Conservatoire national supérieur d'art dramatique (CNSAD) in Parijs vervolmaakte hij zijn vorming onder leiding van onder andere Jean-Louis Barrault. Hij speelde zijn eerste rol in Les Parents terribles van Jean Cocteau.

### Debuut als jeune premier
Op het grote scherm verscheen hij voor het eerst in de komedie Rendez-vous de Juillet (1949) van Jacques Becker, een film met jonge beloftevolle acteurs als Nicole Courcel, Daniel Gélin, Pierre Mondy en Françoise Arnoul. Zijn vader, Émile Ronet, speelde er zijn filmvader in. Ronet ontpopte zich tot een jeune premier van de Franse naoorlogse film. Deze rol bevredigde hem niet helemaal en hij besliste ook andere figuren te spelen, onder meer in films als het drama Un grand patron (1951) en het historisch drama Lucrèce Borgia (1953).

### Vertolker van tragische en donkere rollen
Voor een personage met meer diepgang moest hij wachten op Nouvelle Vague-cineast Louis Malle. In 1958 was hij de tragische minnaar van Jeanne Moreau en de moordenaar van haar man in Malle's dramatische thriller Ascenseur pour l'échafaud. De film betekende het startschot voor de vertolking van een hele reeks tragische figuren. In zijn veelal donkere rollen als verleider (Les Femmes, Les Galets d'Étretat), minnaar (La Modification, La Femme infidèle), in de steek gelaten geliefde (Trois chambres à Manhattan), zelfmoordenaar (Le Feu follet), moordenaar (Le Meurtrier, The Victors) of slachtoffer van een misdaad (Le Scandale, La Piscine) was hij steeds somber en kwetsbaar, gedesillusioneerd en wanhopig, getormenteerd en verontrustend. Een tweede film die zijn carrière vormgaf, was de thriller Plein Soleil (1960) waar hij, als een cynische jonge miljonair, voor het eerst botste op Alain Delon, een acht jaar jongere versie van zichzelf als jeune premier. Het sombere drama Le Feu follet (1963), was zijn tweede samenwerking met Malle en Moreau. Hij gaf hier een menselijk gelaat aan een gekwelde beau ténébreux met zelfmoordneigingen die probeerde uit te zoeken wat hem nog aan het leven kon hechten. De film werd datzelfde jaar gelauwerd op het Filmfestival van Venetië.
In de tweede helft van de jaren zestig werd hij een van de favoriete acteurs van Claude Chabrol die hem castte in vier van zijn misdaadfilms of drama's. In het beklemmende misdaaddrama La Piscine (1969) werd hij als verwaande, ouder wordende playboy het slachtoffer van zijn 'evenbeeld' Alain Delon.

### Cinefiele voorkeur
Ronet gaf graag voorrang aan cinefiele werken door te draaien met cineasten als Alexandre Astruc, Michel Deville en Pierre Kast. Hij was ook te zien in een aantal minder bekende Italiaanse, Amerikaanse, Duitse en Spaanse films. Hij draaide geen komedies (geen Claude Zidi, Yves Robert, Edouard Molinaro), hij werkte zelden met de commerciëler ingestelde regisseurs van de mainstreamcinema (geen Claude Sautet, Claude Lelouch, Pierre Granier-Deferre, Henri Verneuil) en al even weinig met gereputeerde cineasten als François Truffaut, Alain Resnais of Jean-Pierre Melville. Zijn zwanenzang betreft de met Césars bekroonde politiefilm La Balance (1982) waarin hij een criminele bendeleider speelde met Nathalie Baye, Richard Berry en Philippe Léotard.

### Privéleven
Tussen 1950 en 1956 was hij getrouwd met actrice Maria Pacôme. Hij ontmoette zijn latere vrouw Josephine Chaplin in 1972 op de set van L'Odeur des fauves. In 1980 schonk ze hem een zoon, Julien.
Ronet overleed in 1983 op 55-jarige leeftijd aan longkanker. Hij ligt begraven in Bonnieux, waar hij en zijn echtgenote een buitenverblijf hadden.

## Filmografie

### Acteur (selectie)
- 1949: Rendez-vous de juillet (Jacques Becker)
- 1951: Un grand patron (Yves Ciampi)
- 1952: La Jeune Folle (Yves Allégret)
- 1952: Les Sept Péchés capitaux (sketchenfilm : episode La Luxure van Yves Allégret )
- 1953: Horizons sans fin (Jean Dréville)
- 1953: Lucrèce Borgia (Christian-Jaque)
- 1954: Le Guérisseur (Yves Ciampi)
- 1954: Casa Ricordi (Carmine Gallone)
- 1955: Les Aristocrates (Denys de La Patellière)
- 1956: Section des disparus (Pierre Chenal)
- 1957: Celui qui doit mourir (Jules Dassin)
- 1958: Ascenseur pour l'échafaud (Louis Malle)
- 1958: Carve Her Name with Pride (Lewis Gilbert)
- 1960: Plein Soleil (René Clément)
- 1961: Le Rendez-vous de minuit (Roger Leenhardt)
- 1961: Les Grandes Personnes (Jean Valère)
- 1962: Liberté I (Yves Ciampi)
- 1962: La Dénonciation (Jacques Doniol-Valcroze)
- 1963: Casablanca nid d'espions (Henri Decoin)
- 1963: Le Meurtrier (Claude Autant-Lara)
- 1963: Le Feu follet (Louis Malle)
- 1963: The Victors (Carl Foreman)
- 1964: Le Voleur du Tibidabo (Maurice Ronet)
- 1964: Les Parias de la gloire (Henri Decoin)
- 1964: La Ronde (Roger Vadim)
- 1965: Trois chambres à Manhattan (Marcel Carné)
- 1966: La Longue Marche (Alexandre Astruc)
- 1966: La Ligne de démarcation (Claude Chabrol)
- 1966: Lost Command (Mark Robson)
- 1967: Le Scandale (Claude Chabrol)
- 1967: La Route de Corinthe (Claude Chabrol)
- 1968: La Femme écarlate  (Jean Valère)
- 1968: Les oiseaux vont mourir au Pérou (Romain Gary)
- 1969: La Femme infidèle (Claude Chabrol)
- 1969: La Piscine (Jacques Deray)
- 1969: Les Femmes (Jean Aurel)
- 1970: La Modification (Michel Worms)
- 1971: Un peu, beaucoup, passionnément... (Robert Enrico)
- 1971: Raphaël ou le Débauché (Michel Deville)
- 1971: La Maison sous les arbres (René Clément)
- 1972: Les Galets d'Étretat (Sergio Gobbi)
- 1973: Sans sommation (Bruno Gantillon)
- 1973: Don Juan 73 ou Si Don Juan était une femme... (Roger Vadim)
- 1974: The Marseille Contract (Robert Parrish)
- 1976: Nuit d'or (Serge Moati)
- 1977: Madame Claude (Just Jaeckin)
- 1977: Mort d'un pourri (Georges Lautner)
- 1979: Bloodline (Terence Young)
- 1981: Sphinx (Franklin J. Schaffner)
- 1981: Beau-père (Bertrand Blier)
- 1982: La Guérilléra (Pierre Kast)
- 1982: La Balance (Bob Swaim)
- 1983: Surprise Party (Roger Vadim)

### Regisseur

#### Bioscoop
- 1964: Le Voleur du Tibidabo (komedie naar een eigen scenario waarin hij ook de hoofdrol voor zijn rekening nam)
- 1973: Vers l'île des dragons (documentaire over de komodovaraan)
- 1976: Bartleby (naar de gelijknamige novelle van Herman Melville)

#### Televisie
- 1973: Mozambique (documentaire)
- 1978: Histoires insolites : Folies douces
- 1981: Histoires extraordinaires : Le Scarabée d'or (serie)
- 1981: Histoires extraordinaires : Ligeia (serie)

## Prijzen
- 1967: Le Scandale : Zilveren Schelp voor de beste acteur op het Internationaal filmfestival van San Sebastian